# Le Temps du danseur
Pour plus de détails, voir Fiche technique et Distribution.
Le Temps du danseur (Время танцора) est un film russe réalisé par Vadim Abdrachitov, sorti en 1997,.

## Fiche technique
- Photographie : Youri Mevski, Anatoli Sousekov
- Musique : Viktor Lebedev
- Décors : Alexandre Tolkatchiov, Vladimir Ermakov, Janna Melkonian
- Montage : Roza Rogatkina